# Matějov
Matějov är en ort i Tjeckien.   Den ligger i regionen Vysočina, i den centrala delen av landet, 120 km sydost om huvudstaden Prag. Matějov ligger 600 meter över havet och antalet invånare är 203.
Terrängen runt Matějov är platt. Runt Matějov är det ganska glesbefolkat, med 39 invånare per kvadratkilometer. Närmaste större samhälle är Žďár nad Sázavou, 6,7 km nordost om Matějov. Omgivningarna runt Matějov är en mosaik av jordbruksmark och naturlig växtlighet.